# 蒲池鎮厚
蒲池 鎮厚（かまち しげあつ、生年不詳 - 昭和2年(1927年)）は、別名を窪田源二・志村鎮厚とも言い、窪田鎮勝(蒲池鎮克)の娘婿で、蒲池氏の名跡を継ぐ。
昭和2年(1927年)、東京府東京市本所にて没す。法名・鎮厚院壽興浄鏡居士。

## 子孫
子に蒲池正久、娘蒲池須美がいる。
娘蒲池須美は作家広津柳浪の妻、広津和郎の母。

## その他
蒲池鎮厚の子の蒲池正久には蒲池康志、蒲池繁夫、蒲池崇の3人の子がおり、蒲池崇の子の蒲池道晏の家に伝わる蒲池家系図（学習院大学所蔵）が、蒲池鑑盛の三男蒲池統安の後裔である柳川藩の蒲池鎮之の玄孫の松田聖子（蒲池法子）のザ・トップテン出演の時に史料として示されたものである。